# Morti nel 1234
| Questa pagina contiene informazioni ricavate automaticamente dalle voci biografiche con l'ausilio del template Bio e di un bot. L'aggiornamento è periodico e automatico e ricostruisce completamente la pagina. Se manca una persona in questa lista, sei pregato di non aggiungerla, ma accertati piuttosto che la sua voce biografica contenga il template Bio e che i dati anagrafici siano correttamente compilati. Se il template Bio manca, inseriscilo tu stesso o, in alternativa, metti l'avviso {{tmp\|Bio}} che ne segnala la mancanza. Se i dati riportati sono sbagliati, correggi direttamente la voce biografica; le modifiche saranno visibili in questa lista entro pochi giorni. Per chiarimenti vedi il progetto biografie. La lista contiene solo le 20 persone che sono citate nell'enciclopedia e per le quali è stato implementato correttamente il template Bio. Pagina aggiornata al 2 lug 2025. |

- 23 febbraio - Guglielmo II di Barres, cavaliere medievale francese
- 3 marzo - Roberto III di Dreux, nobile francese (n. 1185)
- 7 aprile - Sancho VII di Navarra, re (n. 1154)
- 16 aprile - Riccardo il Maresciallo, III conte di Pembroke, nobile britannico (n. 1191)
- 7 maggio - Ottone II di Borgogna, nobile italiano
- 18 giugno - Chūkyō, imperatore giapponese (n. 1218)
- 10 luglio - Fra Pacifico, francescano e poeta italiano
- 19 luglio - Fiorenzo IV d'Olanda, conte olandese (n. 1210)
- 31 agosto - Go-Horikawa, imperatore giapponese (n. 1212)
- 6 settembre - Milone di Nanteuil, vescovo cattolico francese
- 8 novembre - Bahāʾ al-Dīn ibn Šaddād, giurista e storico curdo (n. 1145)
- Andrea d'Ungheria, nobile ungherese (n. 1210)
- Tiso VI da Camposampiero, condottiero e politico italiano
- Canuto II di Svezia, re
- Alan di Galloway, nobile e militare britannico (n. 1199)
- Stefano Radoslav di Serbia, sovrano serbo
- Ottaviano dei conti di Segni, cardinale italiano
- Filippo Hurepel di Clermont, nobile francese (n. 1201)
- Guglielmo di Voltaggio, nobile e ambasciatore italiano (n. 1160)
- Minamoto no Ienaga, poeta giapponese (n. 1170)